# Phloeospora crescentium
Phloeospora crescentium är en svampart som först beskrevs av Barthol., och fick sitt nu gällande namn av E.A. Riley 1952. Phloeospora crescentium ingår i släktet Phloeospora och familjen Mycosphaerellaceae.   Inga underarter finns listade i Catalogue of Life.